# Annona sericea
Annona sericea este o specie de plante angiosperme din genul Annona, familia Annonaceae, descrisă de Michel Félix Dunal. Conform Catalogue of Life specia Annona sericea nu are subspecii cunoscute.